# Ludwig Brucker (Politiker, 1888)
Ludwig Brucker (* 9. März 1888 in Ettlenschieß; † Herbst 1948 im Speziallager Nr. 2 Buchenwald) war ein deutscher Politiker (NSDAP). Er war vor 1933 und danach insbesondere im Bereich des Sozialversicherungswesens tätig, verlor aber bereits 1934 alle seine Parteiämter.

## Leben
Nach dem Abschluss der Realschule wurde er Verwaltungssekretär in Württemberg. Zwischen 1914 und 1925 war er bei der Sozialversicherung in Stuttgart tätig. Im Jahr 1925 trat Brucker der deutsch-völkischen Freiheitsbewegung bei. Zwischen 1925 und 1933 war er Geschäftsführer des Bundes Deutscher Krankenkassenbeamten und -angestellten. Zum 1. August 1929 trat er der NSDAP bei (Mitgliedsnummer 143.536). Er war insbesondere aktiv in der NSBO. Seit 1931 war Brucker Leiter des sozialpolitischen Ausschusses des NSBO.
Er war im April 1933 von Seiten der NSBO an den Gesprächen mit der Führung des ADGB mit dem Ziel zur Schaffung einer einheitlichen Gewerkschaftsorganisation beteiligt. Brucker versicherte, das neue Regime hätte kein Interesse am Zusammenbrechen der alten Gewerkschaften. Die Regierung wolle vielmehr eine Einheitsgewerkschaft schaffen. Im weiteren Verlauf meinte Brucker, dass die liberalen und christlichen Gewerkschaften zukünftig keine Rolle mehr spielen würden. Diese würden den Freien Gewerkschaften angeschlossen. Führer der Gesamtorganisation sollte danach Walter Schuhmann, Leiter der NSBO, werden. Theodor Leipart und andere führende Funktionäre müssten zurücktreten. Er kündigte an, dass es zukünftig keine innerverbandlichen Wahlen oder Lohnverhandlungen mit den Arbeitgebern geben würde. Die Lohnfrage würde der Staat regeln. Die Gespräche scheiterten an überzogenen Forderungen der NSBO.
Im Jahr 1933 wurde er Abteilungsleiter der Politischen Organisation der NSDAP. Von Februar bis August 1934 war Brucker Leiter des Amtes für Sozialversicherung der Deutschen Arbeitsfront. Gleichzeitig war er Leiter des Ausschusses für die Reform der Sozialversicherung der Akademie für Deutsches Recht. Im Jahr 1934 war er auch Direktor der Ortskrankenkasse von Berlin und Beauftragter des Reichsarbeitsministers zur Führung des Reichsverbandes der Ortskrankenkassen. Gezielt stellte er ungeachtet ihrer fachlichen Qualifikation alte Kämpfer der SA ein. Dieses Vorgehen wurde später durch eine entsprechende Verordnung abgesichert.
Im August 1934 verlor er wohl im Zusammenhang mit dem sogenannten Röhmputsch alle seine Parteiämter. Danach war er nur noch als Fachautor tätig. Im Jahr 1936 musste er sich vor dem Obersten Parteigericht der NSDAP verantworten. Das Verfahren endete mit einer Verwarnung. Während des Zweiten Weltkrieges unterhielt er informelle Kontakte zum Stab des Reichsgesundheitsführers Leonardo Conti. Brucker wurde 1945 von Angehörigen der Roten Armee verhaftet und starb im Speziallager Nr. 2 Buchenwald.

## Schriften
- mit Walter Schuhmann: Sozialpolitik im neuen Staat. Rink und Krause, Berlin 1934, DNB 578665816.